# Chiến dịch Đường 14 – Phước Long
Chiến dịch Đường 14 – Phước Long là trận đụng độ quân sự lớn giữa Quân Giải phóng miền Nam Việt Nam và Quân lực Việt Nam Cộng hòa diễn ra trên địa bàn tỉnh Phước Long trong chiến tranh Việt Nam, kết quả là Quân Giải phóng miền Nam Việt Nam chiến thắng và chiếm được Phước Long. Tuy không nằm trong chiến dịch Tây Nguyên nhưng trận Phước Long (từ đêm 13 tháng 12 năm 1974 đến ngày 6 tháng 1 năm 1975) có ý nghĩa như một trận đánh trinh sát chiến lược, thử sức đối với hai bên cũng như thăm dò phản ứng của quốc tế, nhất là của Hoa Kỳ để mở đầu cho những diễn biến tiếp theo của Chiến dịch Mùa Xuân 1975 đưa đến sự sụp đổ của Quân lực Việt Nam Cộng hòa và chính quyền Việt Nam Cộng hòa.

## Địa bàn tác chiến
Vào những năm 1974, 1975, Phước Long là một trong số 11 tỉnh bao quanh Biệt khu thủ đô Sài Gòn-Gia Định Ở cách Sài Gòn khoảng 120 km về phía Bắc, Phước Long có địa giới giáp với Bình Long (phía Tây), Quảng Đức (phía Đông), Long Khánh (phía Nam) và Campuchia (phía Bắc) và nằm trong địa bàn tác chiến của Quân khu III (Quân đoàn III) của Quân lực Việt Nam Cộng Hòa. Đây cũng là địa bàn hoạt động của các lực lượng thuộc Mặt trận Đông Nam Bộ (B2) sau này được tập hợp thành Quân đoàn 4 Quân Giải phóng miền Nam Việt Nam.
Phước Long có vai trò chiến lược quan trọng trong thế trận phòng thủ của Quân lực Việt Nam Cộng hòa ở Đông Nam Bộ. Giống như Bình Long với trung tâm phòng thủ là An Lộc, Phước Long gồm các chi khu quân sự Đôn Luân (Đồng Xoài), Bố Đức, Đức Phong, quận lỵ Phước Bình, thị xã Phước Long và căn cứ Bà Rá nằm trong tuyến phòng thủ từ xa của Quân lực Việt Nam Cộng hòa để bảo vệ Sài Gòn và các tỉnh đông dân trù phú ở Nam Bộ. Do có các giao lộ của đường số 2(cũ) nối với đường 14 qua ngã ba Đồng Xoài và của đường 311 nối với đường 14 qua ngã ba Liễu Đức; Phước Long là điểm án ngữ, ngăn chặn hành lang vận tải của Quân Giải phóng miền Nam Việt Nam qua Lào và Campuchia vào Đông Nam Bộ; đồng thời giữ vị trí chia cắt thế liên hoàn của các vùng do Quân Giải phóng miền Nam Việt Nam chiếm lĩnh, cô lập vùng Lộc Ninh với các vùng Nam Tây Nguyên và các tỉnh miền Đông khác.

## Binh lực các bên tham chiến

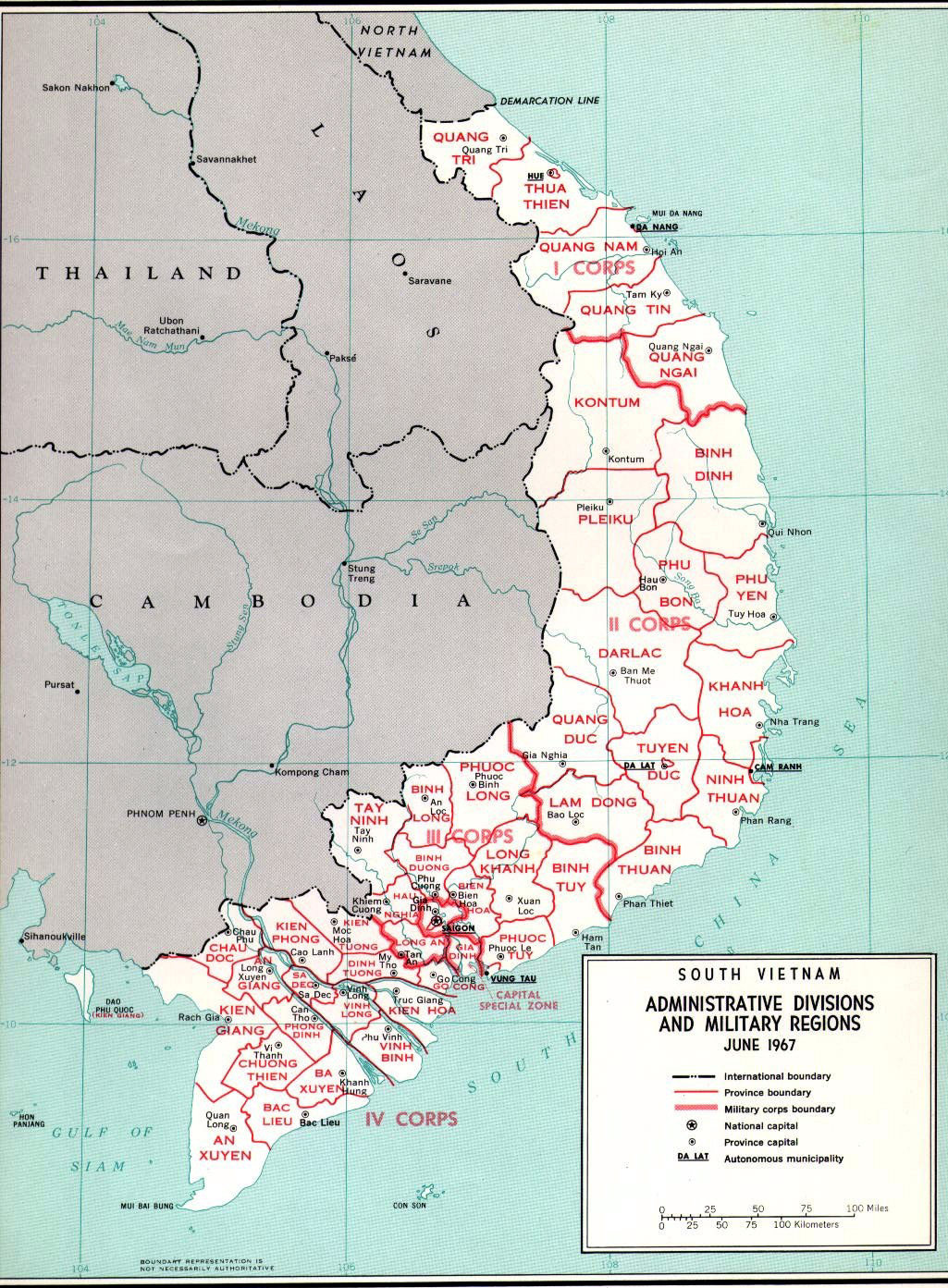
Bản đồ hành chính Miền Nam Việt Nam trước năm 1975, Phước Long nằm tiếp giáp với Bình Long, Quảng Đức, Long Khánh, Lâm Đồng và Campuchia

### Quân Giải phóng miền Nam Việt Nam

#### Các đơn vị chiến đấu
Nhiệm vụ mở trận đánh tại Phước Long được Bộ Tổng tư lệnh Quân Giải phóng miền Nam Việt Nam giao cho Quân đoàn 4 (của Quân Giải phóng miền Nam Việt Nam) do Thiếu tướng Hoàng Cầm làm tư lệnh kiêm chính ủy. Đây cũng là trận đánh lớn đầu tiên của đơn vị này từ ngày thành lập (20 tháng 7 năm 1974). Để chuẩn bị tác chiến tại khu vực Phước Long, Bộ tư lệnh Quân đoàn 4 đã rút ra từ các sư đoàn và trung đoàn trực thuộc một lực lượng xung kích mạnh gồm có:
- Sư đoàn 3 (sau này là sư đoàn 302) chỉ có hai trung đoàn (271 và 201) được phối thuộc trung đoàn 165 (sư đoàn 7) là đơn vị chủ công của đợt 1, được tăng cường một đại đội xe tăng T-59 và 1 đại đội pháo hỗn hợp 105 mm và 85 mm, một tiểu đoàn súng máy phòng không 14,5 mm và 12,7 mm.
- Sư đoàn 7 bộ binh (chỉ còn hai trung đoàn 141 và 209) được phối thuộc trung đoàn 2 (sư đoàn 9) là lực lượng chủ công đợt 2. Các đơn vị này được tăng cường 1 tiểu đoàn xe tăng gồm 14 chiếc, trung đoàn 210 pháo binh hỗn hợp các loại pháo 105 mm, 122 mm, 85 mm và súng cối các cỡ 120 mm, 160 mm; 1 tiểu đoàn phòng không hỗn hợp pháo cao xạ 37 mm và súng máy phòng không 14,5 mm.
- Trung đoàn 429 đặc công;
- Trung đoàn công binh 25;
- Các đoàn hậu cần 210 và 235 (tương đương trung đoàn).
- Sư đoàn 9 bộ binh gồm 3 trung đoàn bộ binh 1, 2 và 16.[8]

#### Phương án tác chiến
Bộ tư lệnh Quân đoàn 4 dự kiến trận đánh sẽ diễn ra theo 2 giai đoạn:
- Giai đoạn 1: tấn công đánh chiếm các cứ điểm phòng ngự vòng ngoài của QLVNCH xung quanh Phước Long gồm: Chi khu quân sự Bù Đăng, cứ điểm Bù Na, quận lỵ Bố Đức, chi khu quân sự Đức Phong, chi khu quân sự Đôn Luân (Đồng Xoài cũ); kiềm chế căn cứ quan sát của pháo binh tại núi Bà Rá.
- Giai đoạn 2: đánh thẳng vào thị xã Phước Long, chi khu quân sự Phước Bình, và căn cứ Bà Rá, giải phóng hoàn toàn tỉnh Phước Long.[8]

Trong cả hai giai đoạn của trận đánh, các đơn vị vòng ngoài tổ chức cắt đứt các đường giao thông đến Phước Long: đường số 14, liên tỉnh lộ 1, liên tỉnh lộ 12, đường 311 và đường số 2 (cũ), tổ chức các trận địa phục kích ngăn chặn các lực lượng của các sư đoàn 5, 25 và 18 của QLVNCH kéo đến ứng cứu cho Phước Long. Các đơn vị khác thuộc Bộ tư lệnh Miền tổ chức các trận đánh phối hợp để kìm giữ các đơn vị chủ lực của Quân đoàn III - QLVNCH tại các căn cứ, cản trở tối đa, không cho các đơn vị này rảnh rỗi để ứng cứu cho Phước Long.
Với hai lý do: 1) để tiết kiệm đạn (đặc biệt là đạn pháo) sẽ dành cho các chiến dịch lớn hơn trong năm 1975, 2) vừa đánh vừa thăm dò phản ứng của đối phương để kịp thời ứng phó, Tổng Quân ủy yêu cầu B2 không được sử dụng pháo lớn (130 mm) và xe tăng trong đợt 1. Vì vậy, Bộ tư lệnh Quân đoàn 4 phải điều chỉnh lại kế hoạch: chuyển mục tiêu Đồng Xoài từ hướng chủ yếu thành hướng thứ yếu, hành động tác chiến chủ yếu là kiềm chế, bao vây đối phương. Hướng tấn công chủ yếu của giai đoạn 1 được nhằm vào Chi khu quân sự Bù Đăng. Không gian chiến dịch trong giai đoạn 1 được thu hẹp. Theo trung tướng Hoàng Văn Thái, lý do là Bù Đăng và Bù Na là những căn cứ nhỏ, dễ công kích hơn và lại có khả năng thu được nhiều đạn pháo và pháo lớn để tiếp tục đánh Đồng Xoài (Đôn Luân).

### Quân lực Việt Nam Cộng hòa

#### Tại tiểu khu Phước Long
Khu phòng thủ Phước Long thực chất là tiền đồn phía Bắc trong tuyến phòng thủ miền Đông Nam Bộ của Quân đoàn III - Quân lực Việt Nam Cộng hòa nhưng do vị trí nằm ở tuyến tiếp giáp giữa Quân khu II với Quân khu III và cách xa các trung tâm tác chiến quan trọng (Sài Gòn-Gia Định-Biên Hòa-Bến Cát-Chơn Thành) nên Quân lực Việt Nam Cộng hòa chỉ bố trí ở tiểu khu Phước Long 5 tiểu đoàn bảo an và 48 trung đội dân vệ. Trong đó: Các tiểu đoàn 341 và 352 giữ Đồng Xoài và kiểm soát đoạn đường 14 từ Đồng Xoài đến cầu số 12; tiểu đoàn 363 giữ Bù Na và kiểm soát đường 14 từ cầu 11 đến ngã ba Liễu Đức; tiểu đoàn 362 giữ Vĩnh Thuận và kiểm soát đường 1 từ ngã ba Liễu Đức đến Bù Đăng; tiểu đoàn 340 là lực lượng dự bị cơ động đóng trong thị xã Phước Long. Tiểu khu Phước Long cũng có một tiểu đoàn pháo binh riêng với tám khẩu HM-2 105 mm và bốn khẩu HM-3 155 mm với trận địa chính bố trí trong trung tâm thị xã.

#### Các đơn vị tuyến sau
Cũng như trong Chiến dịch Nguyễn Huệ, các lực lượng mạnh của Quân lực Việt Nam Cộng hòa trong đội hình Quân đoàn III có thể tăng phái cho quân phòng thủ tại Phước Long gồm các sư đoàn bộ binh 5, 18 và 25 trong đó có lữ đoàn thiết giáp số 2 và 7 thiết đoàn khác được bố trí từ Long An đến Biên Hòa thành một vòng cung xung quanh Sài Gòn từ ba hướng Bắc, Đông và Tây. Giữ cửa ngõ vào tiểu khu Phước Long chỉ có Liên đoàn biệt động quân số 31 đóng tại Chơn Thành, cách Phước Bình hơn 70 km đường bộ. Đơn vị lớn hơn có khả năng tiếp cận giải tỏa cho Phước Long nhanh nhất khi bị tấn công là sư đoàn 18 đóng ở Biên Hòa. Gần hơn nữa có sư đoàn 5 ở Bến Cát trong đó có một chiến đoàn đóng tại An Lộc. Tuy nhiên, đơn vị này phải chịu trách nhiệm phòng thủ hướng đường 13 nên khả năng tăng viện cho Phước Long bị hạn chế. Ngoài ra, Quân đoàn III còn có Liên đoàn biệt kích dù 81 với hơn 100 máy bay trực thăng các loại UH-1A và CH-47 đóng tại Biên Hòa làm lực lượng dự bị cơ động cho các hướng khi bị tấn công. Các máy bay phản lực tiêm kích - oanh tạc của các sư đoàn không quân số 3 và số 5 tại các sân bay Tân Sơn Nhất và Biên Hòa có thể yểm hộ cho các lực lượng phòng thủ ở Phước Long chỉ sau hơn chục phút bay.

## Diễn biến trận đánh

### Trên các tuyến phòng thủ vòng ngoài
Ngày 12 tháng 12 năm 1974, tiểu đoàn 4 của trung đoàn 165 (sư đoàn 7) đánh chiếm một tiền đồn của QLVNCH tại cây số 19 - đường 14 do một đại đội bảo an đóng giữ. Đêm 12 tháng 12, chi khu quân sự Bù Đốp bị tiến công bởi 1 đại đội đặc công QGP thuộc tỉnh đội Phước Bình. Đến ngày 16 tháng 12, các lực lượng bảo an của QLVNCH chiếm lại chi khu này nhưng không giải toả được vị trí bị cắt đứt tại cây số 19. Ngày 13 tháng 12, đại tá Nguyễn Thống Thành, tiểu khu trưởng Phước Long đã đến kiểm tra Bù Đăng và ra lệnh nâng mức báo động từ "vàng" lên "da cam" đối với tất cả các đồn bốt của QlVNCH trong tỉnh. Do mưa lớn ngập đường chuyển quân, giờ G và ngày N mà Bộ Tư lệnh quân đoàn 4 dự kiến vào ngày 13 phải lui lại một ngày. Yếu tố bí mật bất ngờ không còn.
Rạng ngày 14 tháng 12, trung đoàn 271 (thiếu) của sư đoàn 302 nổ súng tấn công tiểu đoàn bảo an 362 - QLVNCH đóng tại Bù Đăng. Quân lực Việt Nam cộng hòa chống trả ác liệt nhất tại khu cửa mở. Phải sau hơn 2 tiếng đồng hồ và bị thương vong gần hết đại đội 12 (chỉ còn 11 người sau trận đánh), Các đơn vị của trung đoàn 271 mới lọt được vào bên trong khu phòng thủ.. Đến 11 giờ 30 phút cùng ngày, các đơn vị của Trung đoàn 271 đã tràn ngập chi khu quân sự Bù Đăng. Cũng trong ngày 14 tháng 12, các trung đoàn 165 và 201 (sư đoàn 7) sau một ngày đêm bao vây, tạo thế đã đánh chiếm căn cứ Vĩnh Thiện và khu hành chính Bù Đăng sau gần 2 giờ công kích.
Ngày 15 tháng 12, hai tiểu đoàn đặc công thuộc trung đoàn 429 (B2) tấn công yếu khu Bù Na do một đại đội của tiểu đoàn bảo an 363 QLVNCH và 1 trung đội pháo binh đóng chốt. Tiểu đoàn bảo an 363 với sự chi viện từ trên không của 32 phi vụ cường kích do sư đoàn 5 không quân ở Biên Hòa thực hiện đã chống trả quyết liệt từ sáng đến chiều 15 tháng 12 nhưng vẫn thất thủ vì không nhận được sự chi viện nào từ Phước Long và Đôn Luân do đường 14 bị cắt đứt và hai cứ điểm này cũng đang bị vây lỏng. Trong trận này, Quân Giải phóng miền Nam Việt Nam chiếm được 2 khẩu trọng pháo. Ngày 16 tháng 12, tướng Dư Quốc Đống bay lên thị sát Phước Long và tăng phái cho khu phòng thủ này tiểu đoàn bộ binh số 2 rút từ trung đoàn 7 (sư đoàn 5). Cùng ngày, đại tá Đỗ Công Thành tổ chức phản kích khai thông đường 14 nối với Bố Đức nhưng đều bị các lực lượng mạnh hơn của QGP đẩy lùi.
Ngày 22 tháng 12, chi khu quân sự và quận lỵ Bố Đức do tiểu đoàn bảo an 341 đóng giữ bị tấn công và đánh chiếm lần thứ hai trong chiến dịch bởi các đơn vị của trung đoàn 165, sư đoàn 7 (Quân Giải phóng miền Nam Việt Nam). Cùng ngày các đồn quan trọng trên đường 14 như Phước Tín, Phước Quả, Phước Lộc thất thủ. Đại tá Thành điều tiểu đoàn 1 (Chiến đoàn 7) mới được tăng cường và 2 đại đội thám báo phản kích nhưng bị tiểu đoàn 6 (trung đoàn 165 Quân Giải phóng miền Nam Việt Nam) đẩy lùi, phải rút về núi Bà Rá cùng với số quân còn lại từ các đồn kể trên. Ngày 24 tháng 12, Tướng Dư Quốc Đống dự định điều 1 chiến đoàn của sư đoàn 18 lên giữ Phước Long nhưng không được Nguyễn Văn Thiệu chuẩn y vì theo lệnh của ông ta, mọi sự điều động các đơn vị cấp trung đoàn phải do chính tổng thống quyết định.. Tướng Đống đành phải ra lệnh cho chuẩn tướng Lê Nguyên Vĩ dùng trực thăng đưa 1 tiểu đoàn và 1 đại đội bộ binh rút từ sư đoàn 5 đổ quân xuống Đồng Xoài nhưng đã quá muộn, toàn bộ chi khu quân sự Đôn Luân đã nằm trong tầm bắn thẳng của các loại pháo, cối và súng máy của đối phương. Mặc dù được 48 phi vụ cường kích từ sư đoàn 5 không quân yểm trợ nhưng QLVNCH chỉ đổ được 1 đại đội xuống Đồng Xoài. Tướng Lê Nguyên Vĩ phải ra lệnh cho các trực thăng quay lại.
5 giờ 37 phút sáng 26 tháng 12, chi khu quân sự Đôn Luân với 11 lớp rào thép gai, nhiều bãi mìn và hơn 50 chốt phòng thủ kiên cố đã bị các đơn vị của trung đoàn 141 (sư đoàn 7) tấn công từ bốn hướng sau 15 phút bắn phá đường của 7 khẩu pháo các cỡ 85mm, 105mm, 122mm và 4 khẩu cối 120 mm. Pháo binh QLVNCH ở căn cứ Phước Vĩnh bị trung đoàn pháo binh 210 của Quân Giải phóng miền Nam Việt Nam chế áp, không chi viện được. Hoả lực phòng không mạnh của tiểu đoàn 20 súng máy cao xạ đã hạn chế tối đa khả năng chi viện từ trên không của các máy bay A-1 và A-37 của Không lực VNCH. Đến 10 giờ 30 phút, chi khu quân sự Đôn Luân thất thủ. Thiếu tá Đặng Vũ Khoái, chỉ huy căn cứ chi khu Đôn Luân và nhiều sĩ quan dưới quyền thuộc tiểu đoàn bảo an 352 bị bắt làm tù binh tại Suối Rạt. Chiều 26 tháng 12, các đơn vị thuộc trung đoàn 141 (sư đoàn 7 Quân Giải phóng miền Nam Việt Nam) phối hợp với trung đoàn 201 tiếp tục đánh chiếm các đồn Tà Bế, Phước Thiện, Cầu số 2 và sân bay trực thăng.
Chỉ trong hai tuần, Quân lực Việt Nam Cộng hòa đã mất 4 mục tiêu quan trọng trên tuyến phòng thủ từ xa tại địa bàn tại Quân khu III. Ở phía Nam, các trung đoàn 209 (sư đoàn 7), 201 (sư đoàn 302) và sư đoàn 9 Quân Giải phóng miền Nam Việt Nam đã chốt chặn các con đường đến Phước Long: đường 14, đường 7 ngang, đường 311, các liên tỉnh lộ số 1 và số 2. Quận lỵ Phước Bình và thị xã Phước Long hoàn toàn bị cô lập trên bộ với các đơn vị khác của QLVNCH tại Quân khu III.

### Tại khu trung tâm phòng thủ
Để giải vây cho Phước Long, QLVNCH cần ít nhất 1 sư đoàn hỗn hợp bộ binh, kị binh thiết giáp và quân dù nhưng trong tình hình các đơn vị tổng trù bị đã bị giam chân tại Quân khu I và Bắc Tây Nguyên, không thể điều động được nếu không có quyết định của tổng thống Nguyễn Văn Thiệu. Nhận thấy tình hình nguy ngập tại Phước Long, ngày 29 tháng 12, đại tướng Cao Văn Viên, Tổng tham mưu trưởng Quân lực Việt Nam Cộng hòa đề nghị tổng thống Nguyễn Văn Thiệu phê duyệt gấp bản kế hoạch phòng thủ Phước Long đã được đệ trình từ tháng 10 năm 1974. Kết quả là đại tướng Cao Văn Viên nhận được mấy lời phê vắn tắt: "Báo trung tướng (chỉ tướng Dư Quốc Đống) điều nghiên, tùy nghi quyết định. Cần lưu ý động viên các chiến hữu tử thủ".
Khi những lời phê trên đây được chuyển đến tay tướng Dư Quốc Đống thì cũng là lúc Phước Long bị tấn công ngày 31 tháng 12 năm 1974. Khu phòng thủ Phước Long của QLVNCH dựa vào ba cụm điểm tựa chính là thị xã Phước Long, quận lỵ Phước Bình và căn cứ Bà Rá thành thế chân vạc yểm trợ cho nhau. Theo thuyết trình phòng thủ quân sự của đại tá Đỗ Công Thành, tỉnh trưởng Phước Long, mặc dù chu vi phòng ngự đã bị thu hẹp nhưng để nối liên lạc giữa các cụm phòng thủ này, còn phải giữ được các tuyến ngăn chặn ở Thác Mơ, Phước Lộc, các đường 309, 310... Đây là những điểm yếu của khu phòng thủ Phước Long.
Từ ngày 27 đến ngày 30 tháng 12, các đơn vị của Quân đoàn 4 đã hành quân đến các tuyến xuất quanh Phước Long và Phước Bình. Đến chiều 30 tháng 12, trung đoàn 165 (sư đoàn 7) đã tập kết ở phía Đông và Đông Nam Phước Bình; trung đoàn 141 (sư đoàn 7) dùng ô tô cơ động theo đường 2 cũ đến phía Bắc và Tây Bắc Phước Bình; trung đoàn 271 (sư đoàn 3) chặn đường 309 ở Thác Mơ; trung đoàn 16 từ Tây Ninh về bắc Sông Bé chuẩn bị hợp vây; tiểu đoàn 78 đặc công đã tập trung dưới chân núi Bà Rá; trung đoàn 2 (sư đoàn 9) và trung đoàn 209 (sư đoàn 7) làm lực lượng dự bị. Trong đợt 2 của chiến dịch Đường 14 – Phước Long, Bộ Tư lệnh Quân đoàn 4 Quân Giải phóng miền Nam Việt Nam được Quân ủy Trung ương cho phép sử dụng một đại đội pháo 130 mm với 1/2 cơ số đạn và 2 đại đội xe tăng T-54 (14 chiếc). Các loại súng lớn khác yểm hộ mặt đất cho cuộc tấn công có 12 khẩu pháo 85 mm, 105 mm, 122 mm và 8 khẩu cối các cỡ 120, 160 mm. Nhiệm vụ yểm hộ phòng không được giao cho trung đoàn 210 gồm một tiểu đoàn pháo cao xạ 37 mm, hai tiểu đoàn súng máy 14,5 mm và 12,7 mm.
Rạng sáng ngày 31 tháng 12 năm 1974, các trung đoàn 165 (thiếu), 141 và tiểu đoàn 3, bộ đội địa phương Phước Long nổ súng tấn công Phước Bình. Tuy nhiên, tiểu đoàn 78 đặc công và trung đoàn 271 khai trận chậm hơn nên QLVNCH đã dùng pháo binh trong thị xã Phước Long được hiệu chỉnh bằng trinh sát pháo trên núi Bà Rá bắn cản đường. Chỉ huy trưởng tiểu khu Phước Long được chiến đoàn 7 (sư đoàn 5 QLVNCH) điều tiểu đoàn 1 từ chân núi Bà Rá đánh vào sườn tiểu đoàn 4 và tiểu đoàn 6 (trung đoàn 165 Quân Giải phóng miền Nam Việt Nam) đang tấn công qua cửa mở. Trong khi trung đoàn 165 ở hướng Đông Nam Phước Bình phải dừng lại đối phó với cánh quân phản kích thì trung đoàn 141 từ hướng Tây Bắc tràn xuống đánh vào trung tâm quận lỵ. 13 giờ chiều ngày 31 tháng 12, Bộ tư lệnh Quân đoàn 4 điều 4 xe tăng T-54 yểm hộ cuộc tiến công. Một chiếc bị trúng mìn khi đi qua ngã tư chi khu, 3 chiếc còn lại đã hỗ trợ bằng hỏa lực bắn thẳng cho các tiểu đoàn 3 và 5 (trung đoàn 141) đánh chiếm chốt Vạn Kiếp và sân bay Phước Bình. 15 giờ chiều cùng ngày, Phước Bình thất thủ. Tiểu đoàn 2 (Chiến đoàn 7 QLVNCH) bị đẩy lùi về Suối Dung.
Trong ngày 31, Không lực Việt Nam Cộng hòa thực hiện hơn 50 phi vụ oanh tạc quanh chân núi Bà Rá, ngăn chặn được tiểu đoàn 78 đặc công Quân đội Nhân dân Việt Nam đang tấn công căn cứ này. Phải đến nửa đêm, với sự chi viện của lựu pháo và pháo cao xạ 37 mm hạ nòng bắn thẳng, tiểu đoàn đặc công 78 mới chiếm được núi Bà Rá và tổ chức ngay một đài quan sát chỉ điểm cho pháo lớn bắn vào thị xã Phước Long sáng ngày 1 tháng 1 năm 1975. Quân lực Việt Nam cộng hòa bị mất 8 khẩu pháo 105 mm và 4 khẩu 155 mm tại trận địa pháo trung tâm thị xã do trúng đạn pháo của đối phương. Đến sáng ngày 2 tháng 1 năm 1975, tiểu khu Phước Long đã nằm trong tầm hỏa lực bắn thẳng bằng súng bộ binh của các trung đoàn 16, 141, 165, 201 và 207.
Trước nguy cơ bị tiêu diệt, đại tá Đỗ Công Thành gấp rút tái phối trí lại lực lượng. Sở chỉ huy nhẹ của tiểu khu Phước Long được chuyển về trại Lê Lợi. Tiểu đoàn bảo an 340 và đại đội thám báo số 5 giữ cầu Suối Dung và chốt Vân Kiều. Tiểu đoàn 2 (chiến đoàn 7 - sư đoàn 5 tăng phái giữ các ngã ba Tư Hiền 1 và Tư Hiền 2. Đại tá Thành cũng yêu cầu chi viện nhưng chuẩn tướng Lê Nguyên Vĩ đã không thi hành lệnh của trung tướng tư lệnh Quân đoàn III Dư Quốc Đống với lý do sợ "mắc bẫy dương Đông kích Tây của Cộng quân". Trong ngày 1 tháng 1 năm 1975, Không lực Việt Nam cộng hòa đã tổ chức 53 phi vụ oanh tạc vào tuyến tấn công của Quân Giải phóng miền Nam Việt Nam ở khu vực nghĩa trang thị xã, tạm thời chặn được mũi tiến công của tiểu đoàn 4 (trung đoàn 165), phá hủy một khẩu đội cao xạ 37 mm. QLVNCH báo cáo lên cấp trên là họ đã bắn cháy 15 xe tăng của đối phương
Các trận đánh phòng ngự của QLVNCH tại vùng phụ cận thị xã chỉ làm chậm tốc độ tiến quân của Quân Giải phóng miền Nam Việt Nam thêm 24 giờ. Sáng ngày 2 tháng 1, một trận pháo kích kéo dài gần 1 giờ từ sáu khẩu 130 mm, sáu khẩu 105 mm, bốn khẩu 85 mm đã mở đường cho đợt tấn công tiếp theo của các trung đoàn 165, 141 và 271.
Ở phía Nam, trung đoàn 165 chiếm trại Đoàn Văn Kiều. Ở hướng Tây, trung đoàn 141 giằng co với tiểu đoàn 1 (chiến đoàn 9 QLVNCH) ở bắc Hồ Long Thủy và khu gia binh. Hai bên đều tổn thất nặng. Ở hướng Đông Nam, trung đoàn 271 chiếm được ngã ba Tư Hiền và bãi xe. Sáng ngày 3 tháng 1, các đơn vị đi đầu của trung đoàn 141 (4 đại đội) đã lọt vào thị xã nhưng bị cô lập. Tư lệnh quân đoàn điều động trung đoàn 201 (thiếu 1 tiểu đoàn) từ tuyến 2 lên tăng cường cho trung đoàn 141.. Trưa ngày 3 tháng 1, tướng Dư Quốc Đống điều động chiến đoàn 8 (sư đoàn 5 QLVNCH) sử dụng trực thăng định đổ bộ xuống thị xã nhưng vấp phải lưới lửa phòng không của trung đoàn 210 và pháo binh bắn chặn trên mặt đất, các trực thăng của QLVNCH không dám hạ cánh đổ quân. Không quân vận tải của QLVNCH thả dù tiếp tế 20 tấn đạn pháo xuống phía Bắc thị xã nhưng do bị pháo binh Quân Giải phóng miền Nam Việt Nam bắn chặn, các đơn vị phòng thủ Phước Long không thu hồi được số hàng này sau đó để rơi vào tay Quân Giải phóng miền Nam Việt Nam. Cũng trong ngày 3 tháng 1 (tức ngày 4 tháng 1 theo lịch VNCH), Sở chỉ huy tiểu khu Phước Long bị pháo kích gây tổn thất nặng, phó chỉ huy trưởng tiểu khu tử thương, chỉ huy trưởng chi khu Phước Bình bị thương nặng.
Ngày 4 tháng 1, không lực VNCH tiếp tục oanh kích các tuyến tấn công của Quân Giải phóng miền Nam Việt Nam, buộc các đơn vị này phải dừng lại đào công sự phòng tránh. 10 giờ ngày 4 tháng 1, trong nỗ lực cuối cùng để ứng cứu Phước Long, tướng Dư Quốc Đống điều động liên đoàn biệt kích dù số 81 bằng không vận lên Phước Long. Sau đợt đổ bộ đầu tiên xuống đồi Đắc Song, 2 đại đội biệt kích dù bị pháo binh Quân Giải phóng miền Nam Việt Nam bắn chặn và bị tổn thất 2 tiểu đội. Ngay lập tức, Bộ tư lệnh Quân đoàn 4 Quân Giải phóng miền Nam Việt Nam điều trung đoàn 16 (đang làm dự bị tuyến 2) chiếm lĩnh bãi đổ quân tại đồi Đắc Song và bên cầu Đắc Lung; dùng một bộ phận lực lượng truy đuổi số quân dù đã đổ bộ, làm các đơn vị dù tổn thất thêm một phần ba quân số và buộc họ phải chia thành từng toán nhỏ để liên lạc và hội quân với các lực lượng đang phòng thủ trong thị xã. Tuy nhiên, tình hình đã quá muộn để giải cứu cho Phước Long. Hai phần ba thị xã đã rơi vào tay Quân Giải phóng miền Nam Việt Nam. Khu phòng thủ Phước Long bị thu hẹp tối đa ở Đông Bắc thị xã, chỉ còn lại dinh tỉnh trưởng, khu hành chính tỉnh và khu chợ.
Ngày 5 tháng 1, các đơn vị của trung đoàn 201 (mới tăng cường) và trung đoàn 165 tiếp tục vây ép các lực lượng phòng thủ còn lại của QLVNCH trong khu hành chính tỉnh kết hợp với pháo binh bắn phá liên tục các mục tiêu. Sáng sớm ngày 6 tháng 1, Bộ tư lệnh Quân đoàn 4 điều thêm Trung đoàn 2 (sư đoàn 9) và 10 xe tăng đến tăng cường cho các đơn vị đang tham chiến và mở đợt tổng công kích đánh chiếm thị xã. Lần lượt các chốt cuối cùng của QLVNCH tại đường Cách mạng, đường Đinh Tiên Hoàng, khu Tâm lý chiến vị tràn ngập. 10 giờ 30 phút sáng ngày 6 tháng 1, dinh tỉnh trưởng Phước Long bị các đơn vị Quân Giải phóng miền Nam Việt Nam thuộc trung đoàn 141 (sư đoàn 7) và trung đoàn 2 (sư đoàn 9) đánh chiếm. 19 giờ ngày 6 tháng 1, điểm cố thủ cuối cùng của lính biệt kích dù QLVNCH dưới hầm ngầm dinh tỉnh trưởng bị chiếm. Số quân còn lại của hai Biệt đội 1 và 4 biệt kích dù rút khỏi thị xã dưới quyền chỉ huy của trung tá Thông. Một số bị bắt, một số bị hoả lực bộ binh bắn gục tại Suối Dung. Không lực Việt Nam Cộng hòa ném bom hủy diệt xuống thị xã Phước Long. Trong số 5400 sĩ quan và bình sĩ QLVNCH phòng thủ Phước Long, chỉ có 850 thoát được về trình diện tại Quân đoàn III. Quân Giải phóng miền Nam Việt Nam cho biết họ bắt được 2444 tù binh, trong đó có 26 sĩ quan cấp tá và cấp uý, thu hơn 5000 vũ khí các loại và một kho đạn đại bác trên 10.000 viên

## Phản ứng của các bên và của quốc tế

### Tại Quân đoàn III và Sài Gòn
Quân đoàn III - Quân lực Việt Nam Cộng hòa là đơn vị chỉ đạo lực lượng phòng thủ Phước Long và tất các đơn vị có khả năng tăng viện cho nó. Ngay từ khi các chi khu quân sự Đức Phong, Bố Đức, Đôn Luân (Đồng Xoài) bị đánh chiếm, tướng Dư Quốc Đống đã thỉnh cầu Bộ Tổng tham mưu cho rút sư đoàn dù (đang đóng tại Quân khu I) về giải vây cho Phước Long nhưng không được chấp nhận. Ngày 3 tháng 1, khi tình hình tại Phước Long đã trở nên nguy ngập, đề tài tăng viện cho Phước Long lại được bàn tại cuộc họp tại Dinh Độc Lập do giữa đích thân tổng thống Nguyễn Văn Thiệu chủ toạ. Tướng Dư Quốc Đống nhắc lại đề nghị của mình và đề nghị nếu không tăng phái quân dù thì tăng phái một sư đoàn bộ binh cũng được. Vì một lần nữa không được Nguyễn Văn Thiệu chấp nhận, tướng Đống xin từ chức sau ba tháng chỉ huy Quân đoàn III nhưng cũng bị tổng thống bác bỏ. Kết quả là Quân đoàn III phải tự lực xoay xở việc giải tỏa Phước Long với Liên đoàn 81 Biệt kích dù, đơn vị dự bị cuối cùng của Quân đoàn. Do không có lực lượng trên bộ phối hợp nên cuộc giải vây Phước Long của biệt kích dù chỉ thực hiện được một phần và thất bại.
Sau cuộc họp ngày 3 tháng 1, tổng thống Nguyễn Văn Thiệu lệnh cho Bộ Tư lệnh Quân đoàn III gửi một bức điện đến tiểu khu Phước Long; có đoạn viết: "Tổng thống đã họp nội các phiên đặc biệt ngày 3 tháng 1 để cứu xét tình hình quý tiểu khu. Rất thông cảm. Tổng thống và quân lực Việt Nam Cộng hòa ưu ái gởi tặng các chiến hữu 3,2 triệu đồng tiền thưởng, khen ngợi và mong các chiến hữu cố gắng tử thủ". Trong khi chưa thực hiện được phần thưởng nói trên thì Phước Long Thất thủ ngày 6 tháng 1. Ngay trong đêm 6 tháng 1, Hội đồng an ninh quốc gia VNCH đã họp khẩn cấp để cứu xét tình hình. Ngày 10 tháng 1 năm 1975, Tổng thống Nguyễn Văn Thiệu tuyên bố trên đài phát thanh: "Toàn quốc dành ba ngày truy điệu, cầu nguyện cho Phước Long" và kêu gọi "kiên quyết lấy lại Phước Long".. Ngày 11 tháng 2 năm 1975, trong thông điệp đầu năm đọc trên đài phát thanh, tổng thống Nguyễn Văn Thiệu yêu cầu toàn quốc cần thực hiện ba nỗ lực chính trong năm 1975:
- Hỗ trợ tối đa tiền tuyến,
- Ổn định tối đa hậu phương
- Tích cực tăng gia sản xuất [20]

### Hoa Kỳ
Ngày 10 tháng 1 năm 1975, người phát ngôn Nhà Trắng tuyên bố: "Tổng thống Gerald Ford đã và đang theo dõi cuộc chiến ở Việt Nam Cộng hòa nhưng không có ý vi phạm sự cấm chỉ việc sử dụng lực lượng quân sự Hoa Kỳ tại Việt Nam". Người phát ngôn Lầu năm góc, ông William Betche cho rằng Hoa Kỳ vẫn tin chắc vào sự lượng định cách đây một tháng về tình hình ở Việt Nam, mặc dù có những biến động mới mà theo đó, Lầu Năm Góc đã không trù liệu một cuộc tổng tiến công của cộng sản trên toàn Việt Nam Cộng hoà. Bị ràng buộc bởi đạo luật "War power act" do Quốc hội Hoa Kỳ thông qua cuối năm 1973 cấm tổng thống Hoa Kỳ sử dụng quân đội nếu không được sự chấp thuận của Quốc hội trước 6 tháng. Hoa Kỳ chỉ có thể hành động hạn chế. Bộ Tư lệnh các lực lượng Hoa Kỳ ở Tây Thái Bình Dương điều động một lực lượng hải quân đặc nhiệm gồm tàu sân bay Enterprise, tuần dương hạm Long Beach, hai tàu khu trục và một số tàu hậu cần rời cảng Subic tiến vào Biển Đông. Sư đoàn thủy quân lục chiến số 3 của Hải quân Hoa Kỳ đóng tại Okinawa cũng được đưa vào tình trạng báo động sẵn sàng chiến đấu.
Tuy nhiên, tất cả chỉ có vậy. Khi Hoa Kỳ chỉ chấp nhận chiến đấu ở miền Nam Việt Nam bằng lời nói chứ không phải bằng súng đạn thì niềm vui tràn ngập ở Hà Nội. Ký giả Hoa Kỳ Alan Dawson nhận xét: "Nó chính lại là một trong những chiếc đinh cuối cùng đóng lên chiếc quan tài của quân đội Sài Gòn".

### Dư luận quốc tế
Khác với các hoạt động quân sự năm 1968 và 1972, chiến dịch Đường 14 – Phước Long không gây ra những phản ứng sôi động của dư luận quốc tế; ngay cả khi Phước Long thất thủ ngày 6 tháng 1. Điều này đặc biệt hiếm có trong chiến tranh Việt Nam. Ngoại trừ các tin tức được đưa ra từ Hà Nội, Sài Gòn và Washington, Phước Long không phải là chủ đề nổi bật của dư luận thế giới (kể cả phía ủng hộ bên này hay bên kia) vào thời điểm đó.

## Kết quả trận đánh

### Về quân sự
Chiến thắng Đường 14 - Phước Long là sự đóng góp, hy sinh rất lớn của Quân Giải phóng miền Nam Việt Nam và nhân dân tỉnh Bình Phước. Đây là sự đóng góp to lớn về sức người, vật chất của các tầng lớp công nhân cao su và đồng bào các dân tộc thiểu số trong tỉnh, đã tích cực tham gia Chiến dịch Đường 14 – Phước Long, giải phóng toàn tỉnh. Nhờ có chiến thắng này Quân Giải phóng đã bước đầu đánh giá được thực lực của Quân lực Việt Nam Cộng hòa trước khi tiến hành cuộc Tổng tiến công và nổi dậy mùa Xuân năm 1975, giữ vững bàn đạp cho các binh đoàn chủ lực của Quân Giải phóng miền Nam Việt Nam tiến về giải phóng Sài Gòn, giải phóng hoàn toàn miền Nam, thống nhất Tổ quốc.
Chiến thắng Phước Long đã giúp Quân Giải phóng miền Nam Việt Nam mở thông được hành lang chiến lược (Đường Hồ Chí Minh) từ Vĩnh Linh vào đến Bù Gia Mập, nối liền với Lộc Ninh và các căn cứ khác tại miền Đông Nam Bộ; nối liền các vùng chiếm đóng của họ với các căn cứ của Khu 6 trước đây từng bị cô lập ở Long Khánh, Bình Thuận. Với tuyến hành lang chiến lược từ Tây Trị-Thiên xuyên qua phía Tây cao nguyên Trung phần đến Đông Nam Bộ, Quân Giải phóng miền Nam Việt Nam đã căng kéo tối đa các lực lượng của Quân lực Việt Nam Cộng hòa trên ba Quân khu I, II và III trong khi Quân khu IV không thể đưa quân ứng cứu do phải bảo vệ phía sau lưng Biệt khu Thủ đô và là vùng phòng thủ cuối cùng trong trường hợp mất Sài Gòn. Quân Giải phóng miền Nam Việt Nam có thể tự do di chuyển lực lượng dọc theo tuyến mặt trận này và tấn công Quân lực Việt Nam Cộng hòa tại bất cứ địa bàn quân khu nào mà họ chọn.
Sau giai đoạn đầu, Quân Giải phóng miền Nam Việt Nam đã chiếm được nguyên vẹn 4 khẩu lựu pháo 105 mm và 7.000 viên đạn pháo. Vào ngày 6 tháng 1, Quân Giải phóng miền Nam Việt Nam hoàn tất việc chiếm tỉnh Phước Long và thu được thêm 10.000 viên đạn pháo. Chiến lợi phẩm ngoài dự tính này làm các nhà chỉ huy Quân Giải phóng miền Nam Việt Nam rất vui mừng: 17.000 viên đạn pháo còn nhiều hơn tổng số đạn mà Bộ Tổng Tham mưu có kế hoạch sử dụng trong suốt năm 1975. Quân Giải phóng miền Nam Việt Nam có thể kỳ vọng sẽ chiếm được thậm chí còn nhiều đạn dược hơn ở các căn cứ lớn hơn. Do vậy, kế hoạch tấn công năm 1975 đã được điều chỉnh theo hướng tăng thêm cường độ và tốc độ tiến công (kế hoạch ban đầu dự tính sẽ giành thắng lợi trong 2 năm 1975-1976, nay được điều chỉnh là chỉ cần trong năm 1975 nếu thời cơ thuận lợi). Trong các chiến dịch sau đó, Quân Giải phóng miền Nam Việt Nam rất tích cực sử dụng chiến lợi phẩm để khắc phục tình trạng thiếu đạn pháo của mình.

### Về chính trị
Việc để mất Phước Long đã gây ra những suy sụp về tinh thần trong Quân lực Việt Nam Cộng hòa. Đại tá Phạm Bá Hoa, phụ tá hành quân của đại tướng Cao Văn Viên nhận xét:
| “                     | Có thể nói tất cả chúng tôi đều bàng hoàng. Không khí lo ngại bao trùm, ưu tư đè nặng mọi người. Cái chính là thất bại Phước Long đã nói lên thế và lực của Quân lực Việt Nam Cộng hoà. Chỉ mới bị đánh một điểm mà đã không còn lực lượng để đối phó, hỏi bị đánh mạnh nhiều nơi thì sẽ ra sao? Tình hình đó đã dồn chúng tôi đến sự hoang mang, bi quan. | ” |
| — đại tá Phạm Bá Hoa, | |   |

Về phía Việt Nam Dân chủ Cộng hòa, trận Phước Long đã củng cố niềm tin rằng họ có thể thắng trong cuộc chiến tranh này do phía Hoa Kỳ không có phản ứng gì hơn là điều một hạm đội vừa phải đến Biển Đông với những mục tiêu không rõ ràng là đe dọa hay thực sự tham chiến trở lại. Mục đích đó được giải đáp trong lời tuyên bố của Bộ trưởng Quốc phòng Hoa Kỳ James R. Schlesinger trước báo chí: "Đây chưa phải là một cuộc tiến công ồ ạt của Bắc Việt Nam" và thông báo của Đại sứ Hoa Kỳ tại Sài Gòn Graham Martin với tổng thống Nguyễn Văn Thiệu: "Việc yểm trợ của Hoa Kỳ lúc này là chưa được phép"
Ngay sau thất bại Phước Long, cố vấn Mỹ John Pilger đã tiên liệu trước về sự sụp đổ của chế độ Sài Gòn sẽ diễn ra trong nay mai. Ông viết:
Sài Gòn đang sụp đổ trước mắt, một Sài Gòn được người Mỹ hậu thuẫn, một thành phố được coi là "thủ đô tiêu dùng" nhưng chẳng hề sản xuất được một mặt hàng nào ngoài chiến tranh. Trong hàng ngũ của quân đội lớn thứ tư thế giới vào thời điểm đó, binh lính đang đào ngũ với tốc độ cả nghìn người trong một ngày...